# マイクロキメリズム

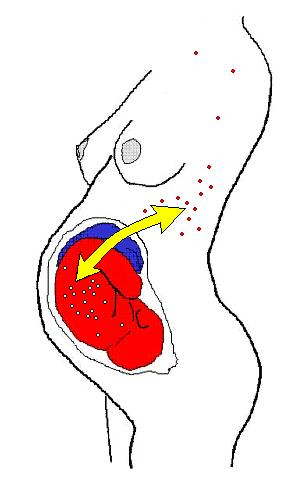
妊娠中に胎盤を通じて細胞の移動が双方向に発生する場合がある。移動した細胞は免疫系に排除されずに定着し、数十年という長い期間に渡って存続が認められる。

マイクロキメリズム (Microchimerism) とは、遺伝的に由来の異なる少数の細胞が体内に定着し存続している現象を指す。この現象は特定の自己免疫疾患に関係があると言われているが、その関連性については研究途上であり未だに未知の領域が多い。

## 概要
マイクロキメリズムは血液または臓器移植、妊娠などで起こることが知られている。特に妊娠中は母親と胎児の間で少量の細胞の相互移動が発生することが明らかになっているが、妊娠終了後も互いの免疫系に排除されないまま体内に定着し数十年経った後にもマイクロキメリズムの存続が確認されている。実子であっても免疫学的には他者と見なされるはずの受精卵が、免疫寛容によって排除されない現象に関係があると言われている。

## 自己免疫疾患と乳がんとの関係
いわゆる膠原病と呼ばれる自己免疫疾患において、マイクロキメリズムの影響が示唆されている。全身性硬化症の女性患者グループに、リアルタイムPCR法によるY染色体の配列を特定することで男児由来のマイクロキメリズムが成立している割合を調査したところ、健常者のグループと比較し高頻度に認められた。

また、胎児の免疫細胞は乳癌間質細胞において頻繁に発見される。これは、胎児の細胞が腫瘍の発達を促進するか、または逆に、乳癌の発症から女性を保護しているかのどちらかであると考えられるが、現時点では健康への影響は不明である。